# Mas de Fuente la Higuera
El mas de Fuente la Higuera, dit també mas de la Font de la Figuera en algunes fonts i documentat al segle xviii amb la denominació de masada de la fuente de la Yguera, és una masia abandonada i en ruïnes del terme de Lludient, a la comarca valenciana de parla castellana de l'Alt Millars. Està situada a l'Hoya de la Fuente la Higuera, a prop de l'actual carretera CV-194 (Fanzara - El Castell de Vilamalefa) i no gaire lluny del castell del Bou Negre, de La Muela d'Argeleta i del terme de Toga. L'any 1940 tenia únicament 5 habitants.
El sacerdot i investigador Andrés Monzó topetà una destral del Neolític a prop de l'indret, cosa que l'induí a pensar que ací degué existir alguna mena de poblament prehistòric.
La zona compta amb nombroses cavitats i, sols al voltant del mas, se'n compten almenys sis: dues coves i quatre avencs.